# Liste der Chief Minister von Puducherry
Die folgende Tabelle listet die Chief Minister von Puducherry mit Amtszeit und Parteizugehörigkeit auf.
| #  | Name                    | Amtsantritt        | Ende der Amtszeit  | Partei                                   |
| -- | ----------------------- | ------------------ | ------------------ | ---------------------------------------- |
| 1  | Édouard Goubert         | 1. Juli 1963       | 11. September 1964 | Indischer Nationalkongress               |
| 2  | V. Venkatasubha Reddiar | 11. September 1964 | 9. April 1967      | Indischer Nationalkongress               |
| 3  | M. O. H. Farook         | 9. April 1967      | 6. März 1968       | Indischer Nationalkongress               |
| 4  | V. Venkatasubha Reddiar | 6. März 1968       | 18. September 1968 | Indischer Nationalkongress               |
|    | (President’s rule)      | 18. September 1968 | 17. März 1969      |                                          |
| 5  | M. O. H. Farook         | 17. März 1969      | 3. Januar 1974     | Dravida Munnetra Kazhagam                |
| 6  | S. Ramassamy            | 6. März 1974       | 28. März 1974      | Anna Dravida Munnetra Kazhagam           |
|    | (President’s rule)      | 28. März 1974      | 2. Juli 1977       |                                          |
| 7  | S. Ramassamy            | 2. Juli 1977       | 12. November 1978  | All India Anna Dravida Munnetra Kazhagam |
|    | (President’s rule)      | 12. November 1978  | 16. Januar 1980    |                                          |
| 8  | D. Ramachandran         | 16. Januar 1980    | 24. Juni 1983      | Dravida Munnetra Kazhagam                |
|    | (President’s rule)      | 24. Juni 1983      | 16. März 1985      |                                          |
| 9  | M. O. H. Farook         | 16. März 1985      | 19. Januar 1989    | Indischer Nationalkongress               |
|    | (President’s rule)      | 19. Januar 1989    | 5. März 1990       |                                          |
| 10 | D. Ramachandran         | 5. März 1990       | 12. Januar 1991    | Dravida Munnetra Kazhagam                |
|    | (President’s rule)      | 12. Januar 1991    | 4. Juli 1991       |                                          |
| 11 | V. Vaithilingam         | 4. Juli 1991       | 14. Mai 1996       | Indischer Nationalkongress               |
|    | (President’s rule)      | 14. Mai 1996       | 26. Mai 1996       |                                          |
| 12 | R. V. Janakiraman       | 26. Mai 1996       | 18. März 2000      | Dravida Munnetra Kazhagam                |
| 13 | P. Shanmugam            | 22. März 2000      | 27. Oktober 2001   | Indischer Nationalkongress               |
| 14 | N. Rangasamy            | 27. Oktober 2001   | 4. September 2008  | Indischer Nationalkongress               |
| 15 | V. Vaithilingam         | 4. September 2008  | 14. Mai 2011       | Indischer Nationalkongress               |
| 14 | N. Rangasamy            | 17. Mai 2011       | 19. Mai 2016       | All India N. R. Congress                 |
| 15 | V. Narayanasamy         | 6. Juni 2016       | 22. Februar 2021   | Indischer Nationalkongress               |
|    | (President’s rule)      | 23. Februar 2021   | 6. Mai 2021        |                                          |
| 16 | N. Rangasamy            | 7. Mai 2021        | im Amt             | All India N. R. Congress                 |